# Henrik Strandberg
Henrik Strandberg är en svensk rollspels- och datorspelskonstruktör. Från 1986 till 1999 arbetade han hos Äventyrsspel/Target Games som spelkonstruktör, författare och redaktör. 1999 lämnade han företaget för att börja hos Infogrames/Atari som producent.